# DeviceKit
DeviceKit – warstwa abstrakcji sprzętowej zaprojektowana dla systemów Linux w celu uproszczenia zarządzania urządzeniami i zastąpienia monolitycznego HAL-a. DeviceKit umożliwia nazywanie nowych urządzeń oraz informuje o stanie urządzenia, gdy to zostanie dodane, bądź usunięte z komputera.
W maju 2008 roku programista HAL-a David Zeuthen poinformował o swoim zamiarze porzucenia HAL, głównie z powodu jego zawiłości i nadmiarze bibliotek w środowisku Linuksa. Brakującą częścią tych bibliotek był scentralizowany serwis numerujący istniejące urządzenia, informowanie o dodaniu, bądź usunięciu danego urządzenia, oraz połączenie i uporządkowanie informacji o sprzęcie w jednym centralnym miejscu. DeviceKit jest nową biblioteką dostarczającą tych usług, podczas gdy dostęp do sprzętu ma być dokonywany poprzez inne biblioteki niż HAL, czy DeviceKit.
Pierwszą dystrybucją zawierającą DeviceKit była Fedora 11. Ubuntu 9.10 zastąpiło część starych zależności HAL przy pomocy DeviceKit i funkcjonalności z udev.
1 grudnia 2009 roku nastąpiła zmiana nazw w projekcie. Program DeviceKit-disks został zmieniony na udisks, i podobna zmiana może spotkać DeviceKit-power.

## Przyszłość DeviceKit
Powołując się na deweloperską listę mailową DeviceKit, DeviceKit zostanie połączone wraz z  udev-extra i istniejące programy jak DeviceKit-disks oraz DeviceKit-power będą zmienione tak, by używać biblioteki libudev.‎parameter « ril »  not defined‎